# Nigeria Air
Ne doit pas être confondu avec Air Nigeria.
Nigeria Air est une compagnie aérienne dont la création a été proposée et un transporteur national au Nigeria. Le nom et le logo ont été dévoilés au salon aéronautique de Farnborough au Royaume-Uni en juillet 2018.

## Histoire
En 2018, la création de Nigeria Air est annoncée lors du salon aéronautique de Farnborough. Les opérations devaient commencer en décembre 2018. Ethiopian Airlines aurait eu une participation dans la compagnie avec une part de 49%. 
En 2017, le gouvernement nigérian a annoncé qu’il investirait 5 millions de dollars américains dans l’entreprise. Cependant, le ministre de l’Aviation d’État, Hadi Sirika, insiste sur le fait que la compagnie aérienne sera exploitée par des intérêts privés. « C’est une entreprise, pas un service public. Le gouvernement ne participera pas à sa gestion et ne décidera pas qui la dirigera. Les investisseurs en auront l’entière responsabilité. » Selon un tweet de Tolu Ogunlesi, un responsable de la communication du gouvernement nigérian, le gouvernement ne détiendra pas plus de 5% de la compagnie aérienne.

## Flotte
Le ministre de l’Aviation d’État a annoncé que le gouvernement était en négociations avec Airbus et Boeing pour fournir une flotte à la nouvelle compagnie aérienne nationale.

## Destinations
Le Nigéria a conclu des accords bilatéraux sur les services aériens (BASA) avec 70 pays. Cependant, seulement 30 sont en activité à l’heure actuelle. Depuis qu’Arik Air et Med-View Airline ont mis fin à leurs activités long-courriers, seule Air Peace exploite des vols long-courriers. La compagnie aérienne envisage 81 destinations potentielles. Cependant, le group captain John Ojikutu, un expert de l’aviation nigériane, a déclaré que des opérations dans seulement 15 des 30 pays avec lesquels le Nigeria a des BASA actifs serait un bon début.

## Suspension
À peine deux mois après sa proposition de création, le gouvernement fédéral annonce le 19 septembre 2018 la suspension de Nigeria Air.